# Inmigración europea en Santa Elena
Los europeos de Santa Elena (en inglés referido como White Saint Helenians, «blancos de Santa Elena» o «santaelenos blancos») hace referencia población de la isla Santa Elena, un territorio británico de ultramar en el océano Atlántico Sur. Las personas de ascendencia europea, esencialmente británica son un grupo étnico minoritario en Santa Elena, Ascensión y Tristán de Acuña, que representaban según el censo de 2016 el 14.7 % de la población del territorio, con alrededor de 1703 habitantes.

La isla presenta una creciente migración principalmente hacia el Reino Unido.
Entre 1900 y 1901 llegaron a la isla más de seis mil prisioneros afrikáneres de las guerras de los bóeres.